# Aziatische grijze snip
De Aziatische grijze snip (Limnodromus semipalmatus) is een vogel uit de familie strandlopers en snippen (Scolopacidae).

## Verspreiding en leefgebied
Deze soort komt voor van centraal Azië en Mongolië tot zuidoostelijk Siberië en noordoostelijk China.

## Status
De grootte van de populatie is in 2022 geschat op 23 duizend vogels. Op de Rode lijst van de IUCN heeft deze soort de status gevoelig.